# Batrachuperus taibaiensis
Batrachuperus taibaiensis е вид земноводно от семейство Hynobiidae.

## Разпространение
Видът е разпространен в Китай.